# Pałac Farnese

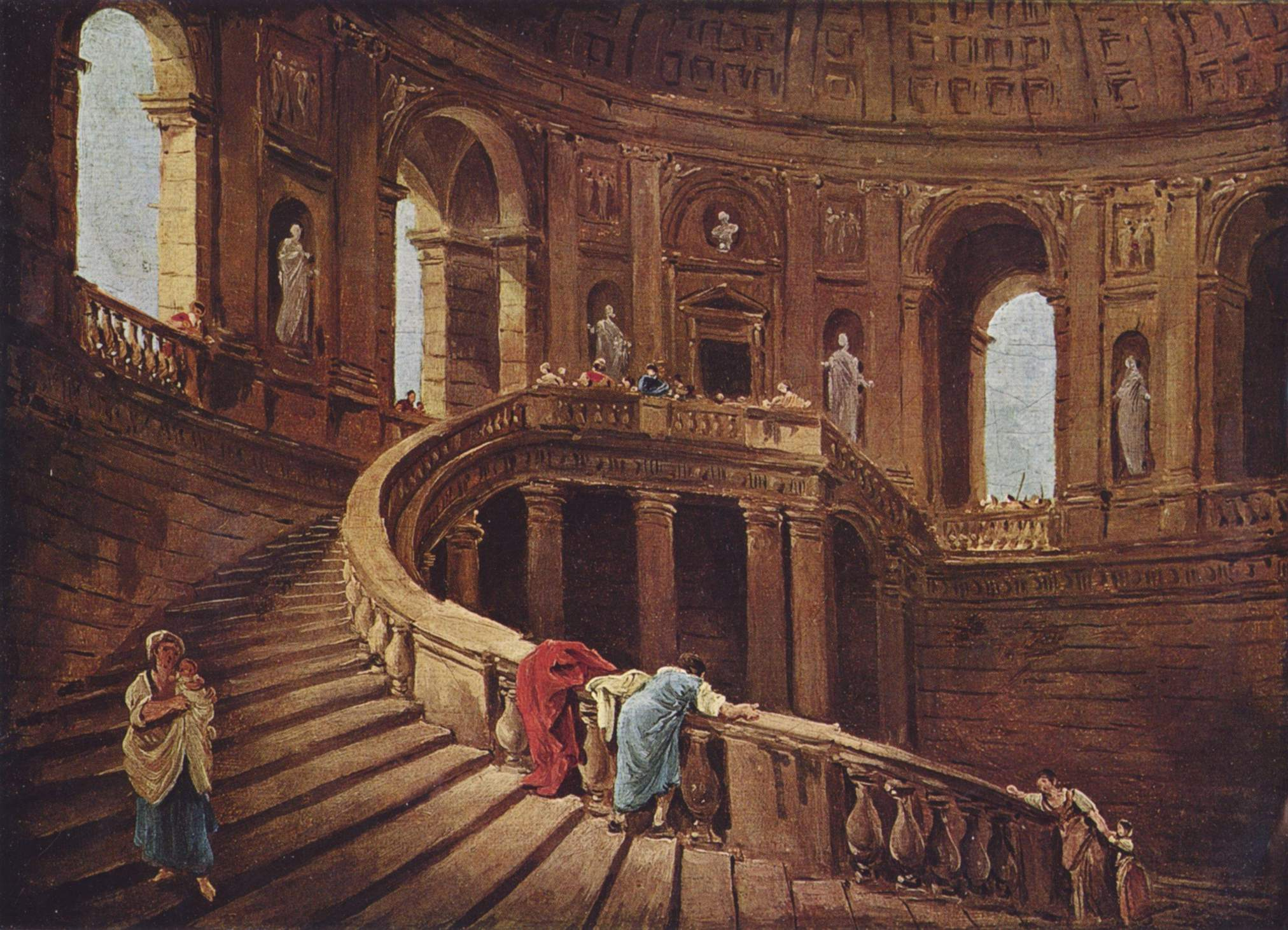
Hubert Robert (1733-1808) Schody pałacu w Caprarola

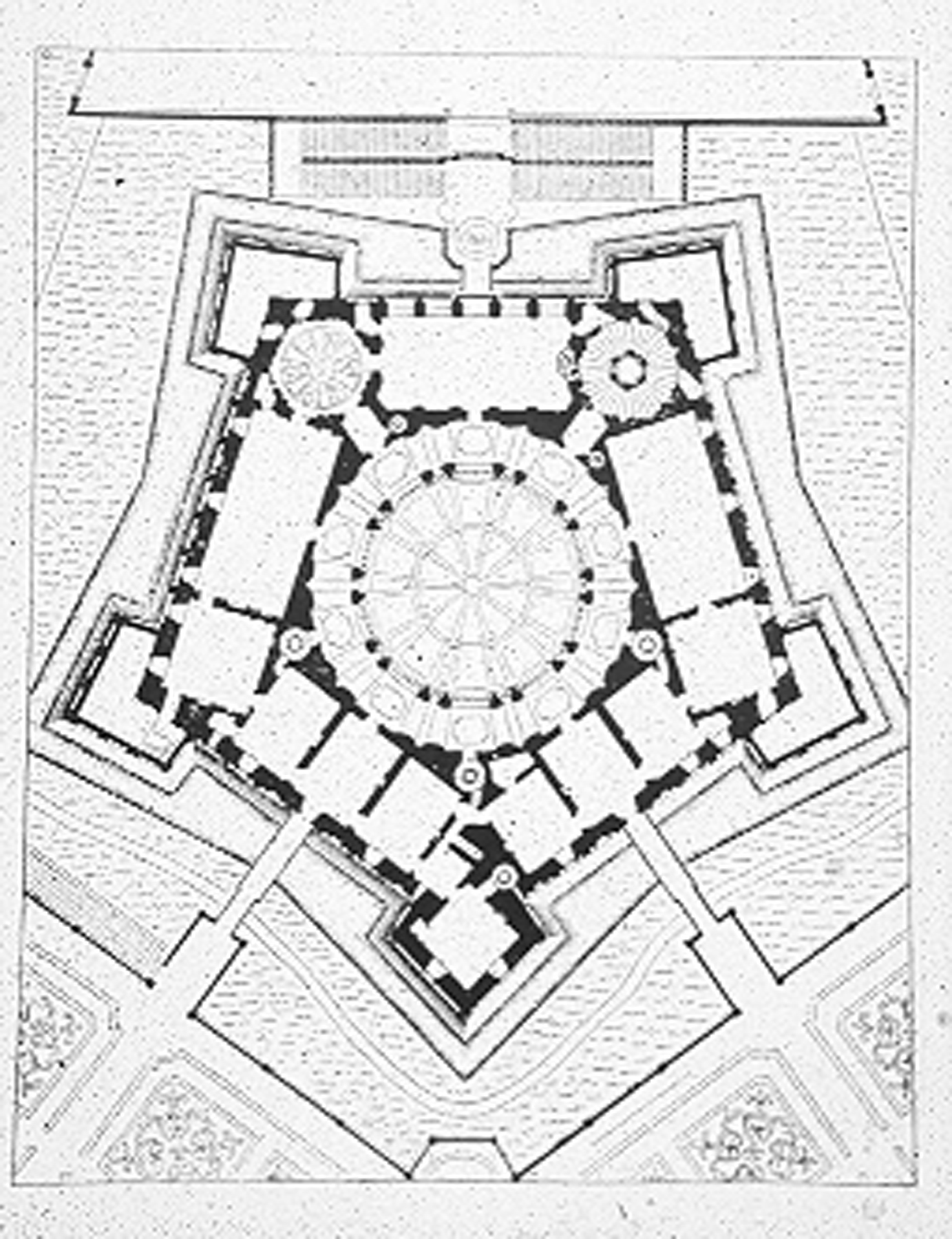

Willa Farnese – pałac w miejscowości Caprarola znajdujący się w okolicach miejscowości Viterbo na północ od Rzymu. Pałac został wybudowany na polecenie kardynała Alessandra Farnese, który 13 października 1534 roku został obrany papieżem, przyjął on wówczas imię Paweł III. Miał być letnią rezydencją rzymskiego prałata. Pierwsze prace związane z budową obiektu datuje się na 1515 roku. Autorem projektu pałacu był Giacomo Barozzi da Vignola.

## Historia pałacu
W miejscu gdzie stanął pałac wcześniej była dawna średniowieczna forteca. Architekt kazał ją zburzyć ale zachował fundamenty. W ten sposób powstała budowla wznosząca się jak graniastosłup. Stylistyka inspirowana antykiem opierała się na symetrii z systemem pięciokątnym.

## Architektura
Przed wejściem do pałacu znajdują się dwubiegowe schody. Ponad nimi widać okna sali balowej. Na narożnikach pałacu są masywne bastiony. Mimo regularnej, czteropiętrowej fasady obiekt ten ma pięciokątny plan. W środku budowli jest okrągły dziedziniec z dwupoziomowymi arkadami. Galerie tych arkad łączą ze sobą wiele apartamentów. Do pałacu należą również tarasowe ogrody. Budynek stanowił typ „palazzo in fortezza”, jednak pozbawiony został właściwie znaczenia obronnego.
Willa Farnese w Capraroli była wzorem dla Pentagonu w Waszyngtonie.
W pałacu kręcono zdjęcia do serialu telewizyjnego Medici: Masters of Florence.